# Franz Dehler
Franz Dehler (* 1. Juni 1888 in Coburg; † 5. Februar 1970 in ebenda) war ein deutscher Verwaltungsjurist, Landrat und Präsident der Bayerischen Verwaltung der staatlichen Schlösser, Gärten und Seen in der Zeit des Nationalsozialismus.

## Leben
Dehler besuchte in Coburg das Gymnasium Casimirianum und bestand 1908 die Reifeprüfung. Zwischen 1908 und 1912 studierte er Rechtswissenschaften in Kiel, Heidelberg, wo er seitdem Mitglied der Burschenschaft Allemannia war, und Jena. Im Mai 1912 legte er die Erste Juristische Staatsprüfung ab. Der juristische Vorbereitungsdienst folgte ab Juli 1912 im Herzogtum Sachsen-Coburg bei den Amtsgerichten Coburg und Neustadt.
Ab dem 1. Oktober 1913 leistete Dehler seinen Militärdienst als Einjährig-Freiwilliger. Anschließend nahm er am Ersten Weltkrieg teil, sowohl an der Ostfront als auch an der Westfront. Am 18. Dezember 1918 wurde er im Rang eines Leutnants der Reserve entlassen. Danach setzte er den juristischen Vorbereitungsdienst fort und legte im Sommer 1920 die Große Staatsprüfung in Würzburg ab. Am 17. September 1920 wurde er Regierungsassessor und kam in den Verwaltungsdienst. Die Regierung von Oberfranken versetzte ihn an das Bezirksamt Coburg, wo er ab dem 1. November 1920 Bezirksamtmann war.
Von 1924 bis Juli 1932 war Dehler Mitglied der der DNVP. Er bewarb sich in Coburg am 25. Mai 1924 bei der Wahl des Ersten Bürgermeisters. Die Völkische Bewegung unterstützte ihn und er hatte nach Erich Unverfähr die zweitmeisten Stimmen. Am 7. September 1928 wählte der Coburger Stadtrat Dehler zum Rechtsrat der Stadt. Die Stelle als beamteter, rechtskundiger Stadtrat übernahm er zum 1. Oktober 1928 und war für das Wohlfahrts-, Theater- und Schuldezernat zuständig. Dehler erstellte im Auftrag des Oberbürgermeisters Ungefähr ein Gutachten, das Anfang 1929 die Rechtmäßigkeit der Entlassung von Franz Schwede begründete.
Nach den Stadtratswahlen 23. Juni 1929 und 8. Dezember 1929 stellte die NSDAP jeweils 13 von 25 Stadträten in Coburg. Sie hatte somit zwar die absolute Mehrheit der Stadtratssitze, aber nicht die absolute Mehrheit der Stadtratsstimmen, da auch der Erste Bürgermeister, der parteilose Erich Unverfähr und der Zweite Bürgermeister Ernst Altenstädter stimmberechtigt waren. Zur Erlangung einer weiteren Stadtratsstimme stellte die NSDAP-Fraktion mehrmals den Antrag auf Einrichtung einer dritten ehrenamtlichen Bürgermeisterstelle. Diese wollte Franz Schwede übernehmen und für ihn würde ein weiterer Nationalsozialist in den Stadtrat nachrücken. Bei vier Stadtratssitzungen im April und Mai 1930 fehlten beide Bürgermeister krankheitsbedingt. Dehler leitete die Sitzungen, war stimmberechtigt und stimmte jeweils gegen den neu eingebrachten Antrag der NSDAP-Fraktion. Dadurch ergab sich bei der Abstimmung immer ein Stimmenverhältnis von 13:13 und somit die Ablehnung. Die 13 NSDAP-Räte verließen dann jeweils geschlossen die Sitzungen, was die Beschlussunfähigkeit des Stadtrates zur Folge hatte. Um die Handlungsfähigkeit des Stadtrats sicherzustellen, kontaktierte Dehler die Regierung von Bayreuth mit dem Ziel das Quorum zu senken. Die gestattete eine Herabsetzung der Mindestzahl anwesender stimmberechtigter Mitglieder auf 12 für ausgewählte Tagesordnungspunkte.:S. 120–121
Am 23. Mai 1930 stellte Schwede auf der 8. ordentlichen Stadtratssitzung einen Misstrauensantrag gegen Dehler, der aber bei Stimmengleichheit abgelehnt wurde. Am 22. August 1930, kam dann die erforderliche Mehrheit für die dritte Bürgermeisterstelle zustande. Mit den 13 Stadträten der NSDAP stimmten die beiden Stahlhelm-Mitglieder vom Bürger- und Wirtschaftsblock Karl Güntzel und Wilhelm Rehlein. Da Ernst Altenstädter dauerhaft krank war, besaß damit die NSDAP die absolute Mehrheit der Stadtratsstimmen.:S. 123
Ab 1930 war Dehler stellvertretender und von 1933 bis 1945 Vorsitzender der Coburger Landesstiftung. Zum 1. November 1932 trat er in die NSDAP ein (Mitgliedsnummer 1.369.536). In seiner Spruchkammerakte sagte er dazu, Schwede habe ihn zum Beitritt ersucht.:S. 146 Später folgten die Mitgliedschaften in der SS (SS-Nummer 74.732), der NSV und dem NS-Rechtswahrerbund. Außerdem wurde er Kreisredner der NSDAP.
Auf Empfehlung Schwedes kehrte Dehler im Mai 1933 in den bayerischen Staatsdienst an das Coburger Bezirksamt als Bezirksoberamtmann zurück und nahm die Vorstandsgeschäfte wahr. Sein Vorgänger Ernst Fritsch war aus politischen Gründen am 11. März 1933 des Amtes enthoben worden. Am 1. November 1934 wurde Dehler zum Vorstand des Bezirksamts berufen und am 1. Dezember 1937 zum Oberregierungsrat befördert. In dieser Zeit übernahm er unter anderem die Leitung der SD-Außenstelle Coburg. Im Juli 1938 wurde Dehler an das bayerische Staatsministerium des Innern in München zur Geschäftsaushilfe abgeordnet. Er leitete dort das Referat für das höhere Personal. Die Versetzung folgte am 1. Januar 1939, die Beförderung zum Regierungsdirektor am 9. Oktober 1939 und zum Ministerialrat am 10. Dezember 1940. Am 20. April 1941 wurde er zum SS-Standartenführer befördert.
Am 1. März 1942 war die Ernennung zum Präsidenten der Bayerischen Verwaltung der staatlichen Schlösser, Gärten und Seen. Krankheiten und anschließende Kuren führten wiederholt zu längeren Dienstverhinderungen.
Am 26. Juni 1945 wurde Dehler durch die US-Army vom Dienst enthoben. Es folgte die Verhaftung auf Herrenchiemsee und eine Internierung, die im März 1948 mit der Entlassung aus dem Lager Hammelburg endete. Am 28. Juli 1948 wurde er im Spruchkammerverfahren in Coburg in die Gruppe II der Belasteten eingestuft. Die Sühnemaßnahme war durch die Internierung verbüßt. Am 18. März 1949 hob die Berufskammer Bamberg das Urteil auf und stufte ihn in die Gruppe IV Mitläufer ein. Anschließend kämpfte er um die Wiedereinstellung in den Staatsdienst und die Gewährung der vollen Pensionsansprüche. 1955 wurden die Versorgungsbezüge als Ministerialrat festgesetzt. Zeitweise war er in der Matratzenfabrik Gustav Dehler in Coburg beschäftigt.